# Corrupción en el gobierno de Nicolás Maduro
La corrupción en Venezuela es considerada una de las más altas para los estándares mundiales y es prevalente en todos los niveles de la escala social venezolana, protagonizada por los miembros principales del chavismo y particularmente en el poder judicial, donde incluso la corrupción se ha dolarizado.
Aunque la corrupción es una variable difícil de medir fiablemente, Transparencia Internacional (de sus siglas en inglés TNI) actualmente posiciona a Venezuela entre los 20 países más corruptos del mundo. En la encuesta de Gallup de 2014, se encontró que el 75 % de los venezolanos piensa que la corrupción es generalizada en todo el gobierno de Venezuela. El descontento generalizado debido a la corrupción fue citado por grupos de oposición como una de las razones de las protestas en Venezuela de 2014. Según estudios realizados por la organización "Transparencia Venezuela" el Índice de Percepción de la Corrupción 2018, Venezuela ocupaba el lugar 168 entre 180 países, un nuevo estudio registro que en el año 2019 se elevó al puesto 176 de un total de 180 países, lo que significa que el gobierno de turno no ha mejorado su intención de corregir la corrupción.

## Antecedentes
En el caso particular de Venezuela, el descubrimiento del petróleo a principios del siglo XX, ha empeorado la corrupción pública y privada.

## Historia

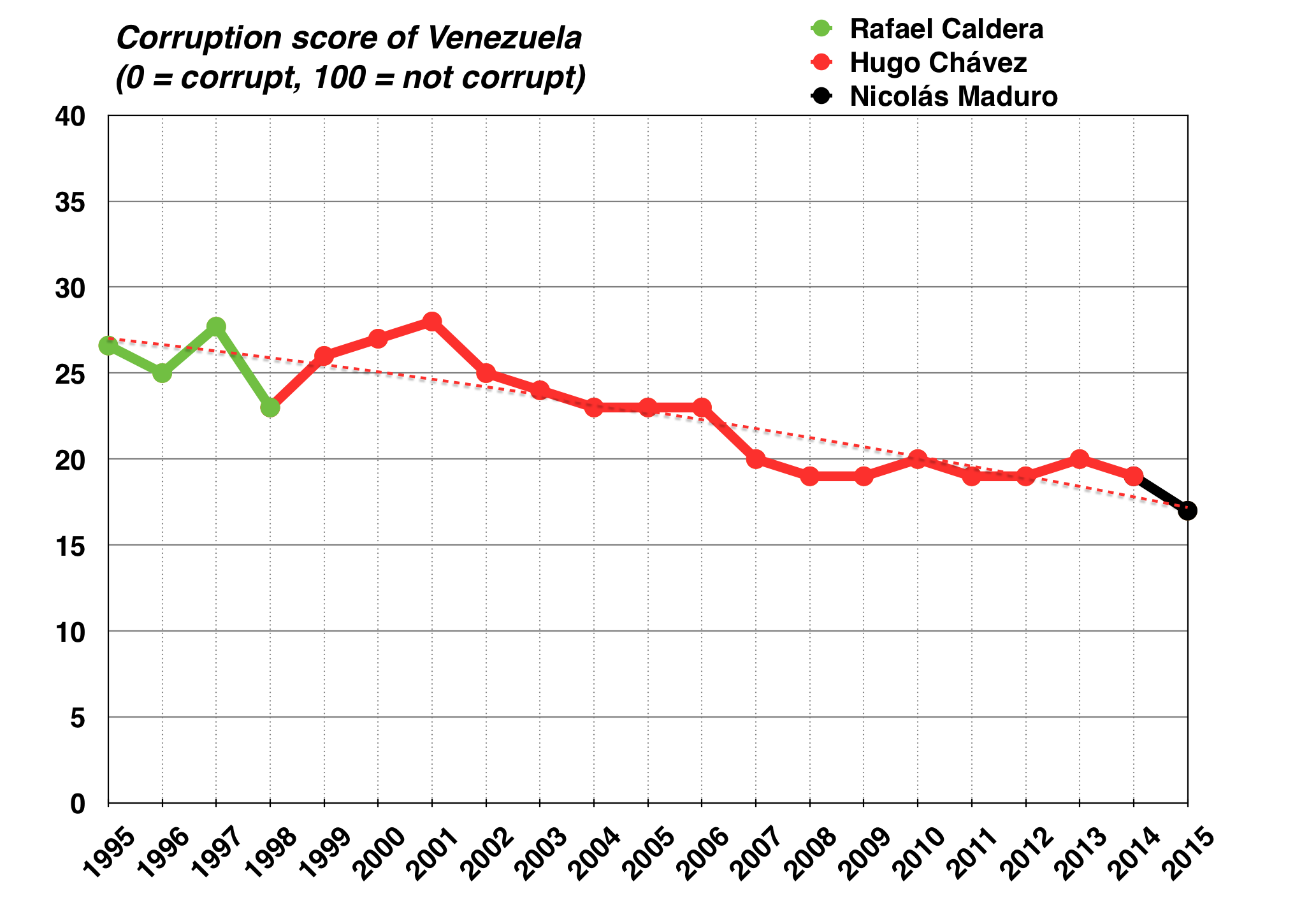
Índice de percepción de corrupción en Venezuela. Source: [http://www.transparency.org/research/cpi/cpi_2000 Transparency International

Las primeras investigaciones judiciales se iniciaron en 2015 con la detención de Abraham José Shiera Bastidas y Roberto Rincón-Fernández que a involucrado a seis países en 15 casos de corrupción en Venezuela con los que unas 60 personas empresarios y funcionarios en el contorno de Pdvsa y Citgo se han aprovechado de los rígidos controles de cambio aplicado durante 15 años en Venezuela y que alentaron la corrupción. Otros involucrados aparecieron por medio del caso de Panama Papers; es especialmente EE. UU. a través de diferentes fiscalías quien está haciendo las principales indagaciones que implican a compañías estadounidenses, altos ejecutivos y hasta a un excongresista de Florida; varias personas han sido capturadas y son confesos de los delitos de sobornos.
En noviembre de 2022 un reporte ejecutado por Armando.info y el Miami Herald determinó haciendo uso de más de 3000 ediciones de la gaceta oficial se sistematizaron los datos de más de 128.082 funcionarios venezolanos adjudicados con cargos públicos entre 2007 y junio de 2022 de libre nombramiento y remoción, luego cruzados con los registros de la División de Corporaciones de Florida, se encontraron 724 dueños de empresas cuyos nombres coinciden con los de altos funcionarios de los gobiernos de Hugo Chávez y Nicolás Maduro que operan en La Florida y unos 232 oficiales de las fuerzas armadas de Venezuela que residen en Miami, esta población representa el 1% de residentes venezolanos que están registrados y están siendo observados en EE. UU. de un total de 484.445 migrantes, según el Observatorio Venezolano de Migración de la Universidad Católica Andrés Bello. Donde se relatan casos singulares por los cargos ocupados en el gobierno y la demostración de bienes adquiridos.

### CADIVI II
El control cambiario ha continuado como objeto de casos de corrupción en los últimos tiempos. Para 2013, el diputado y presidente de la Comisión de Finanzas de la Asamblea, Ricardo Sanguino, consideró que al menos 21 billones en dólares fueron otorgados a precio preferencial a diversas empresas para importaciones esenciales que jamás fueron realizadas. Las entregas se habrían realizado entre 2012~2014. Edmée Betancourt, para aquel entonces presidenta del Banco Central de Venezuela, y Jorge Giordani, ministro de finanzas, habían estimado que un tercio de los dólares otorgados en 2012 habrían sido usados para empresas ficticias. Henrique Capriles y otros miembros de la oposición han exigido en diversas oportunidades que se publique la lista de las empresas implicadas.
En 2014, la Contralora de la República, Adelina González confirmó que siendo el coronel Manuel Barroso, presidente de Cadivi, había aprobado en 2012 más de 23,5 millones de dólares preferenciales a dos empresas sospechosas "Alimentos Venenceres" y "Fármacos Venenceres", empresas constituidas en 2010 en la ciudad de Valencia, propiedad del teniente coronel Carlos Arias Delgado, un oficial retirado que se graduó con Barroso en la Academia Militar. Alimentos Veneceres obtuvo 16 contratos para suministrar atún ecuatoriano a Mercal, que estaba presidida por el coronel Félix Osorio. Otro oficial de la misma promoción militar, Eduardo Escalante Pérez, también fue gerente de esas empresas y vicepresidente de Cadivi. Escalante Pérez trabajó para apoyar acciones jurídicas contra compañías que usasen de manera inadecuada las divisas.  Cadivi aprobó en 2012 más de 23,5 millones de dólares a estas dos importadoras, que por casualidad eran propiedad del teniente coronel Carlos Arias Delgado, compañero de promoción de Barroso, un cuarto oficial fue el teniente coronel Eduardo Escalante Pérez, quien fue gerente de Importaciones y Seguimiento y vicepresidente de Administración y Control en Cadivi. Escalante etaba asociado a Fármacos Venenceres que no reportó ni una sola venta desde su creación ni tampoco a lo largo del año cuando le asignaron 5,9 millones de dólares”. A Alimentos Venenceres le aprobaron en 2011 poco más de 213.000 dólares, pero al año siguiente las asignaciones aumentaron hasta alcanzar el pico de 17,6 millones de dólares. Resulta que esas dos empresas no aparecieron en la lista de las más de 1.100 empresas que debían explicar cómo usaron las divisas recibidas entre 2012 y 2014.

### Raúl Gorrin y Matthias Krull
Un grupo de delincuencia organizada financiera integrado por unas dieciséis personas, entre ellos Matthias Krull, ejecutivo del banco suizo Julius Baer, lavó el dinero mal habido a través de la compra de bienes raíces en varios países, Krull el banquero venezolano nacido en Alemania, se declaró culpable poco después de su arresto en julio del año 2018 en los tribunales de La Florida, fue sentenciado a 10 años de prisión en diciembre, pero que esta bajo libertad por su colaboración en el esclarecimiento de esta trama. Krull admitió que Raúl Gorrín le contrató para ayudar a lavar unos $600 millones de dólares en la red de Europa y Estados Unidos en 2016. El año 2014 Alejandro Betancourt López por intermedio de una de sus empresas fantasmas Rantor Capital quien hizo un préstamo a PDVSA en bolívares que pocos meses después sería devuelto en euros y dólares al tipo cambio de dólar oficial de 6.30 cuando el valor real del precio paralelo estaba 15 veces por encima, lo que le produjo una ganancia de más de 90% de los 600 millones de dólares que obtuvieron. Los 545 millones de las ganancias fueron repartidos en dos grupos de 272.5 millones.
- El primer grupo recibió $272.5 millones para Alejandro Betancourt y su socios Francisco Convit así como Orlando Alvarado de los cuales $94 millones fue traspasado a Pedro Binaggia, un abogado y empresario que fue contratado para mover millones desde Venezuela a Europea y Estados Unidos (Binaggia repartió 20 millones entre Carmelo Urdaneta Aquí, exasesor legal del Ministerio de Petróleo y Minería de Venezuela; Abraham Edgardo Ortega, exdirector de Finanzas de PDVSA se declaró culpable; José Vicente Amparan Croquer, descrito como un lavador de dinero profesional y Víctor Eduardo Aular Blanco, exvicepresidente de Finanzas de PDVSA que autorizó el préstamo de la compañía petrolera estatal con la red.

- El segundo grupo 272.5 para Raúl Gorrín (el polémico dueño del canal de televisión Globovisión) que se quedó con 72.5 millones(cuyo destacado perfil en los círculos empresariales y políticos le permiten realizar el lavado de dinero, considerado el arquitecto de la operación para trasladar $600 millones desde las arcas de PDVSA a un banco europeo, no es el único caso en que se ve involucrado) y el resto 200 millones entre los tres hijos de Cilia Flores (hijastros de Maduro) Yosser Gavidia Flores, Walter Gavidia Flores y Yoswal Gavidia Flores.
- el resto 55 millones como la devolución de la inversión inicial que hizo la empresa fantasma de Alejandro Betancourt

En noviembre de 2019, la agencia estadounidense de Inmigración y Control de Aduanas (ICE, por sus siglas en inglés), incluyó a Raúl Gorrín en la lista de los fugitivos más buscados por EE. UU.
En España en octubre de 2018 se investiga un fraude obtenido a través de varios contratos con la petrolera PDVSA por valor de 600 millones de euros que blanquearon desde España proceden del beneficio de una línea de crédito de 1.200 millones de dólares contratada por la petrolera PDVSA con el grupo  Rantor Capital de Raúl Gorrín quien esta  siendo investigado por la juez española María Tardón El 26 de febrero de 2020 fue imputado por la juez María Tardón
En febrero de 2020 los bancos suizos permitieron por medio de la corte de justicia de Suiza acceder a documentos bancarios relacionados con un presunto esquema de corrupción a los fiscales estadounidenses que podría haberle costado a Venezuela unos 4.500 millones de dólares. La investigación se centra en el pago de inmensos sobornos a funcionarios venezolanos para poder entablar un esquema donde empresas creadas ad hoc otorgaban a PDVSA préstamos en bolívares que luego eran pagados en dólares  generando aastronómicas ganancias haciendo uso del sistema cambiario, 
En marzo de 2021 Matthias Krull logró reducir su sentencia inicial de 10 años a 42 meses ante la jueza Cecilia Altonaga de Miami debido a su «cooperación» para aclarar el caso del lavado de 1,200 millones de dólares, la fiscal indicó que otros involucrados son. Francisco Convit Guruceaga, José Vincente Amparan Croquer, Abraham Edgardo Ortega, Gustavo Adolfo Hernández Frieri, Hugo Andre Ramalho Gois y Marcelo Federico Gutiérrez, todo empezó en diciembre de 2014. hasta el momento ha estado con libertad condicional, pronto tendrá que presentarse para cumplir la sentencia.
En febrero de 2025 Convit fue nuevamente detenido en el Helicoide por motivo de una disputa con un  escolta del cantante Omar Enrique Gotera en un conocido club de pádel del este de Caracas. Posteriormente la casa de Covit seria allanada por funcionarios del SEBIN encontrando documentos, euros, dólares y claves de criptomonedas. Francisco Convit, fue secuestrado dentro del Helicoide por un grupo de funcionarios para estorcionarlo, donde habrían sido detenidos 15 funcionarios del SEBIN que participaron en ese hecho, dedicandose a la extorsión, los comisarios y agentes operaban desde dentro de la sede del Helicoide, quienes también extorsionaban a presos comunes y políticos.
Notas
Raúl Gorrín en otro caso es acusado por la fiscalía de Miami, esta involucrado en casos de sobornos para beneficiar a dos altos funcionarios de la Oficina Nacional del Tesoro: uno que dejó el cargo en 2010 (Funcionario 1), y luego para quien lo sustituyó entre 2011 y 2013 (identificada como Funcionario 2) durante el gobierno de Hugo Chávez. En noviembre de 2019 Gustavo Hernández Frieri, de 45 años administrador quien se declaró culpable de un solo cargo de conspiración de lavado de dinero y ahora enfrenta menos de 10 años de prisión, al participar en una red de lavado de dinero de 1.2 mil millones de dólares dirigida por empresarios venezolanos.

### Ministerio de Deporte
El caso de la Firma de la ministra de Deporte fue un fraude denunciado por la ministra de deporte Alejandra Benítez. Esta habría anunciado que una serie de deportistas habrían falsificado su firma en repetidas oportunidades y habían logrado obtener de millones de dólares a través del sistema de control CADIVI.
En septiembre de 2013, José Ovidio Almeida, jefe de los planificadores del Ministerio de Deporte, fue interceptado en el aeropuerto de Sofía, Bulgaria, con una maleta en la que llevaba 407.000 euros en efectivo sin declarar ante las autoridades. El funcionario dijo que esto era práctica común. La oposición en Venezuela, sin embargo, exigió explicar porqué el gobierno permitió el traslado de semejantes sumas en efectivo. El gobierno no ha querido revelar los nombres de los otros deportistas implicados. Benítez, que había sido ministra desde abril de 2013, fue reemplazada en enero de 2014.

### Rafael Isea y Gerardo Isea
El diputado opositor Ismael García había denunciado en la Asamblea Nacional en repetidas ocasiones al gobernador de Aragua Rafael Isea y a su hermano, Gerardo Isea, por corrupción. Isea no fue candidato del PSUV para la gobernación en diciembre de 2012 sino que fue reemplazado por Tarek El Aissami, quien resultó elegido como gobernador el 16 de diciembre.
En enero de 2013 se presentó una acusación formal en el consejo legislativo de Aragua contra Rafael Isea. El 30 de julio fue aprobado un "acuerdo anticorrupción" sin las firmas de la oposición de la región porque el texto también incluía el levantamiento de la inmunidad al parlamentario opositor Richard Mardo.
En septiembre de 2013, el nuevo y entonces gobernador aragüeño, Tarek El Aissami, introdujo en la Fiscalía General una denuncia contra Rafael Isea y Gerardo Isea. El Aissami denunció la desaparición de 59 millones de dólares y 9 millones de euros en la administración de la empresa Minarsa (Minerales de Aragua), así como la paralización de cinco obras. Estos hechos habían sido denunciados previamente por partidos opositores. Isea se mantiene desde ese momento en los Estados Unidos realizando una maestría.

### Luis Carlos Aguilera, Elisaul Yépez: Banco de Andorra - Banco Madrid
- Un juzgado de Andorra ordenó en junio de 2015 embargar los fondos en este país pirenaico del exresponsable de los servicios secretos chavistas entre 2001 y 2002 Carlos Luis Aguilera (viceministro de Comunicaciones, entre 2008 y 2015). El motivo: un presunto delito de blanqueo de capitales. Disponía de tres cuentas en la Banca Privada d’Andorra (BPA) que movieron 6,5 millones de dólares (5,3 millones de euros)[33]

Elisaul Yépez Leal vicepresidente de la compañía estatal Bolivariana de Puertos (Bolipuertos) también tenía una cuenta con 600,000 dólares (487.646 euros) de una sociedad de Aguilera
- Con motivo de las averiguaciones acerca del blanqueo de dinero en el Banco Madrid, autoridades españolas han descubierto contratos que parecen indicar el pago de hasta 90 millones de dólares a un alto funcionario venezolano, Carlos Luis Aguilera Borjas, para el otorgamiento de contratos en la expansión del Metro de Caracas.[35]

Carlos Luis Aguilera Borjas había sido jefe anterior de los servicios de Inteligencia de Venezuela y un antiguo guardaespaldas personal de Hugo Chávez.

### Investigaciones en PDVSA desde 2016
Autoridades estadounidenses detuvieron en 2016 a un ejecutivo venezolano, Roberto Rincón, y a uno brasileño, Freisha, y los acusaron de estar involucrados en un caso de corrupción con PDVSA. Ambos admitieron haber pagado sumas millonarias a empleados de PDVSA con el fin de asegurar para su empresa contratos importantes en el sector energético.
A comienzos de 2017, Reuters informó que Portugal había comenzado a investigar un posible fraude relacionado con fondos de PDVSA durante el mandato de Rafael Rodríguez.

### Bruce Bagley
Bruce Bagley, un profesor de la Universidad de Miami de 72 años y coautor de una publicación "Drug Trafficking, Organized Crime, and Violence in the Américas Today" ("Tráfico de drogas, crimen organizado y violencia en las Américas de hoy"), fue presidente del Departamento de Estudios Internacionales de la Universidad de Miami, es acusado de quedarse con un 10% de comisión por recibir varios cientos de miles de dólares llegando a la suma aproximada a 3 millones de dólares provenientes de dinero que procedían de sobornos y corrupción, robados a los ciudadanos de Venezuela, de lo que recibió 300 mil dólares a través de dos cuentas bancaria una en Suiza y otra en Emiratos Árabes Unidos entre noviembre de 2017 y abril de 2018.
El 11 de marzo de 2020 se declaró culpable en confabulación con un ciudadano colombiano relacionado al gobierno venezolano, los depósitos provenían de la corrupción y sobornos del empresario colombiano dedicado a la importación de alimentos de nombre Alex Saab para el programa CLAP para ser desviados a una cuenta del ciudadano colombiano Jorge Luis Hernández Villazón, alias Boliche cercano al exjefe paramilitar Salvatore Mancuso. Bagley conoció a Alex Saab por intermedio del viejo informante del gobierno Jorge Hernández para ayudar a tramitar la visa del hijo de Saab, posteriormente fue contratado por Saab para asesorar una inversión en Guatemala donde ganaría 1000 dólares la hora. A partir de ahí le depositaría dinero en sus cuentas para supuestamente pagar a sus abogados que defendían su caso en Miami a través de  Jorge Luis Hernández Villazón  para lo cual Bagley quedaría con una comisión del 10%, dando uso de cuentas bancarias a su nombre para blanquear recursos que provenían de Alex Saab entre el 2017 y el 2018. La sentencia final será dada el primero de octubre del mismo año. La justicia de Estados Unidos pidió un año de prisión para Bagley.
Finalmente el juez federal Jed Rakoff de Manhattan declaró la sentencia de seis meses de prisión este martes 16 de noviembre tras declararse culpable por lavar dinero del empresario Alex Saab en una cárcel adecuada con buenas instalaciones médicas.
El 18 de junio de 2025 es detenido el narco-informante para la DEA y el FBI colombiano Jorge Luis Hernández Villazón alias "Boliche" en Miami, bajo cargos federales por el delito de fraude electrónico sin derecho a fianza, “Boliche” colaboró estrechamente con la DEA y fue pieza clave para desenmascarar al agente John Constanzo Jr., que habría recibido al menos 74.000 dólares de Manny Recio. Recio identificó a los funcionarios susceptibles de ser sobornados y convenció a su exjefe John  Constanzo para que le proporcionara la fecha exacta en la que la Fiscalía presentaría la acusación formal contra Alex Saab.

### Operación Alacrán
Los escándalos por tráfico de influencias en septiembre de 2019 por un grupo de parlamentarios de diferentes partidos políticos pertenecientes a la Comisión de Contraloría de la Asamblea Nacional, para eximir de una investigación tanto en el Departamento del Tesoro de Estados Unidos. como en la Fiscalía de Colombia al empresario Carlos Lizcano y su empresa importadora de alimentos para el programa CLAP, Salva Food 2015 CA. quien trabaja bajo la dirección del colombiano Alex Saab, empuja a la Asamblea Nacional de Venezuela abrir una investigación en diciembre de 2019 presidida por el diputado Juan Guaido quien se ha visto debilitando aún más sus esfuerzos al tener que investigar a diputados de su bancada, declaró "como inaceptable" y pidió la participación de los diferentes medios de comunicación y de diferentes organizaciones no gubernamentales para su esclarecimiento. La Asamblea Nacional prometió resultados. El diputado Luis Parra uno de los principales acusados desafió a Guaidó, afirmando que hay una rebelión entre diputados de la oposición, todo en vísperas de la nueva directiva de la AN a elegirse en enero de 2020. Algunos diputados incursos han retirado su apoyo a Juan Guaidó e iniciaron conversaciones con el gobierno de Nicolás Maduro en vista de las acusaciones sustentadas en videos de haber recibido sumas de dinero por parte del gobierno. Emilio Graterón, coordinador nacional de Voluntad Popular, partido al cual pertenece Guaidó, admitió el escándalo existente.

### Rossana Barrera y Kevin Rojas
En junio de 2019 dos representantes Voluntad popular del partido político de Juan Guaidó en Colombia, fueron acusados de obtener beneficio con miles de dólares del financiamiento de hospedamiento destinados a los militares venezolanos en Colombia y que fueron denunciados por los mismos militares. Hubo gastos y sobre facturación en hoteles, restaurantes y alquiler de carros. Las investigaciones se iniciaron en marzo a través de Gustabo Tarre Briceño, canciller de Juan Guaido. El presidente colombiano Iván Duque comentó sobre la falta de tacto y los errores diplomáticos del equipo de Guaidó, cuestionando su condición de "aliado". Luis Almagro, secretario general de la OEA pidió establecer responsabilidades y exigió una "investigación esclarecedora".
En septiembre se confirmó que ambos funcionarios no administraron la ayuda humanitaria en especie y que solo manejaron de manera poco clara más de 35,000 dólares para atender a los militares que huyeron hacia Colombia. En noviembre el embajador Humberto Calderón Berti en Colombia hizo declaraciones en torno al escándalo de corrupción.

## PDVSA

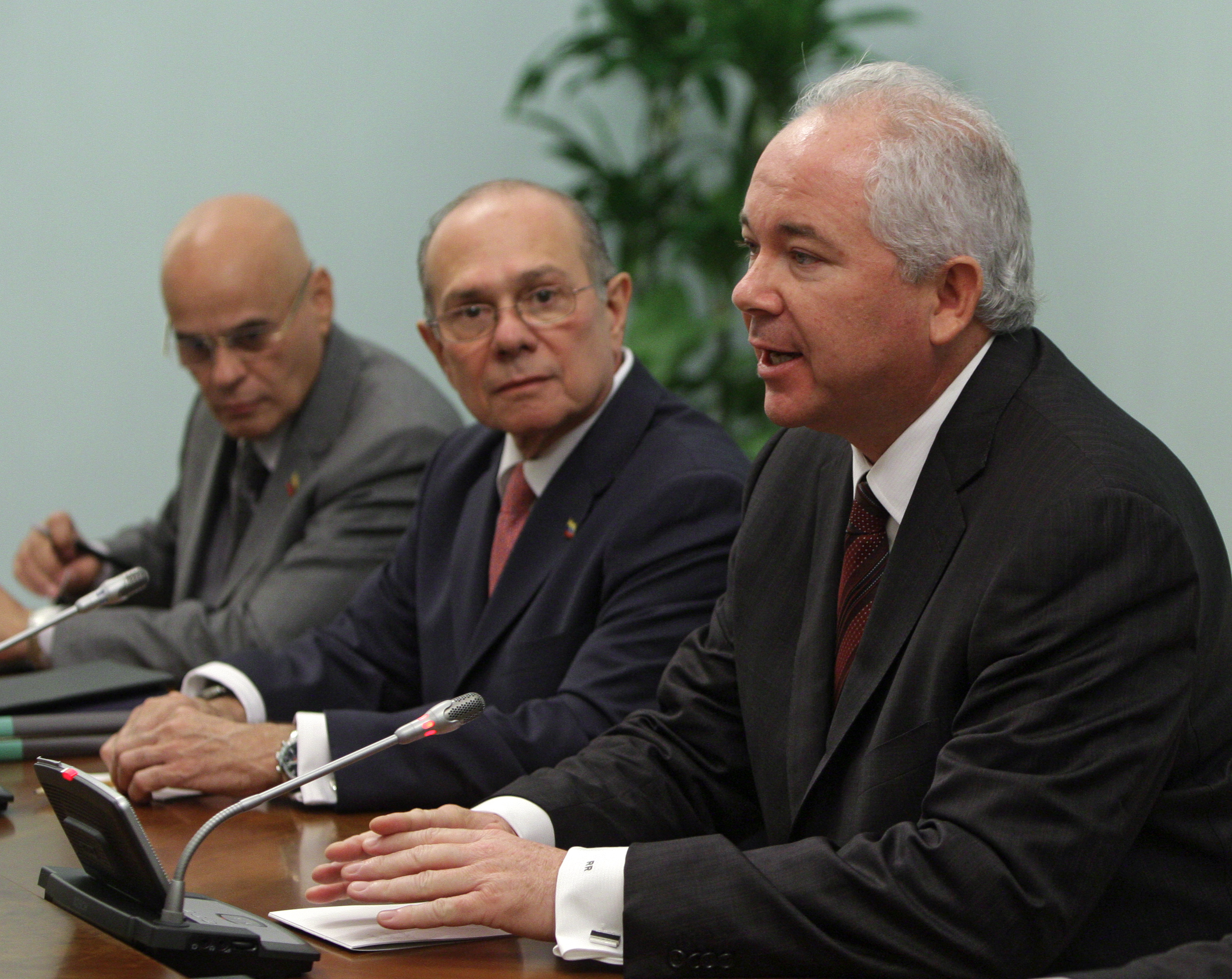
Rafael Ramírez

El 30 de noviembre de 2017 El Fiscal General Tarek Willian Saab inicia una investigación por corrupción y da orden de captura a altos funcionarios de la empresa estatal PDVSA anunciando la captura del exministro para la Energía y Petróleo Eulogio del Pino y al expresidente de Pdvsa Nelson Martínez, la siguiente semana inicia una investigación penal contra Rafael Ramírez y las detenciones de más de 65 gerentes de PDVSA, el inicio de todo ocurrió de casualidad cuando se investigaba el lavado de dinero a la mafia rusa en la banca de Andorra por parte de la policía española junto al Departamento de Justicia de Estados Unidos.

### Alessandro Bazzoni y Siri Evjemo-Nysveen
Para el año 2019, el empresario italiano Alessandro Bazzoni (accionista minoritario de la empresa mixta Petrodelta) creó, junto al colombiano Alex Saab y el mexicano Joaquín Leal Jiménez, la estructura que comerciaba petróleo venezolano en el exterior a pesar de las sanciones impuestas por los Estados Unidos.
Junto a sus empresas, Elemento Oil and Gas Ltd, AMG S.A.S., Serigraphiclab y Swissoil Trading S.A., Alessandro Bazzoni fue sancionada por el Departamento del Tesoro de los Estados Unidos por integrar "una red que intentaba evadir las sanciones de los Estados Unidos al sector petrolero de Venezuela" en vinculación con la petrolera venezolana PDVSA, la empresa Libre Abordo, S.A. de C.V., el político Tarek El Aissami y el propio Alex Saab.
Ha sido acusado de dejar deudas por más de 3 mil millones de dólares en sus negocios con la estatal venezolana PDVSA, donde actuaba en sociedad con el coronel Antonio José Pérez Suárez, quien fue detenido por su vinculación al caso PDVSA-Cripto. Aprovechando la posición de su esposa, Siri Evjemo-Nysveen, como vicepresidente del MBaer Merchant Bank de Suiza, ambos bancarizaban en entidades europeas dinero proveniente de la corrupción de esas operaciones y lo ponía al servicio de políticos venezolanos.
También se ha denunciado que, parte de ese dinero desfalcado a PDVSA ha sido desviado para adquirir el equipo de fútbol italiano S.P.A.L. y los equipos de polo Monterosso Polo Team y MT Vikings.

### Cuenta en Suiza
En febrero de 2022 más de 20 venezolanos estarían involucrados en cuentas bancarias en el banco Credit Suisse en la ciudad de Zúrich Suiza vinculados a Pdvsa según datos que publicó la Organización de prensa internacional Organized crime and corruption Reporting Project (Occrp) asociadas al caso Suisse secrets con diversas tramas de corrupción. Se citan a Diego Salazar Carreño a primo de Rafael, al venezolano Omar Farias Luces corredor de seguros que tuvo 4 millones de francos Suizos,  a José Luis Zabala que con tres cuentas alcanzó 19 millones de francos suizos, una cuenta de Luis Carlos León Pérez abogado funcionario de Electricidad de Caracas. También se menciona a José Roberto Rincón Bravo (hijo de Roberto Rincón Fernández).

### Darwin Enrique Padrón Acosta
Darwin Padron fue sentenciado el 19 de noviembre de 2019 a 18 meses de prisión en Houston por sobornar con US $1,563,250 dólares a dos funcionarios de Pdvsa. Uno de ellos, José Luis Ramos Castillo de la estatal PDVSA exgerente de Bariven para ser beneficiado en contratos en 2009 por orden del juez federal de Houston José Luis Ramos, junto a otros funcionarios de PDVSA se declararon culpables en marzo de 2016 que fueron Alfonso Eliezer Gravina Muñoz y Christian Javier Maldonado Barillas por el cargo de conspirar para cometer blanqueo de dinero relacionado con dos empresarios venezolanos, Abraham José Shiera y Roberto Rincón, por el pago de 1.000 millones de dólares en sobornos a cinco directivos de PDVSA por contratos en 2009 y 2014.

### Luis Bastidas Ramírez
Luis Bastidas Ramírez oculto siete millones de dólares en el banco de Andorra exgerente de Logística de Petróleos de Venezuela SA (PDVSA) fue arrestado en agosto de 2018 en Cordova (Argentina) se trata de un primo del exministro Rafael Ramírez.

### Sobrefacturación
A finales de 2015, autoridades estadounidenses detuvieron a Roberto Enrique Rincón Fernández en la ciudad de Houston, un contratista de PDVSA acusado por el Gobierno de EE. UU. de haber pagado entre 2009 y 2014, al menos mil millones de dólares a directivos de Pdvsa para el beneficio de sus empresas ubicada en los Estados Unidos, que habría estado implicado en la facturación por cientos de millones de dólares a la empresa estatal de Petrólera. Fue en España en 2018 donde habría escondido parte del patrimonio robado que se descubrió El 6 de junio de 2018 en España, durante la llamada operación Maraca fue detenido (jr) José Roberto Rincón Bravo propietario al menos de al tres propiedades en la nación Ibérica, en Villarejo de Salvanés, Pozuelo de Alarcón y el barrio de Salamanca procedentes presuntamente de la red de blanqueo de capitales de su padre sustraídos a PDVSA igual fue detenida su sra madre María Lila quienes serán investigados.
Roberto Rincón y Abraham Shiera su socio fueron acusados por la fiscalía del Distrito Sur de Texas de haber pagado más de 1.000 millones de dólares en sobornos a funcionarios de PDVSA, incluyendo empleados de la corporación en Houston y miembros de la cúpula de la empresa estatal, Entre los años 2009 y 2014, el contratista pagó sobornos millonarios a los empleados que se encargaban de hacer las compras de PDVSA pagaran condena menor a diez años.

### Jesús Manuel Villanueva Rojas
Fue auditor general de Pdvsa logró esconder dinero de la facturación de compra de alimentos en 2010 en coordinación con su hija Anny Josefina Villanueva Silva por intermedio de la empresa panameña Blue Sea Enterprises

### Rafael Reiter Muñoz y Vannesa Yssea
Rafael Reiter Muñoz entró a trabajar a Pdvsa en 2005. En 2017 en España es detenido Reiter que trabajo como ex gerente de Prevención y Control de Pérdidas-Región Capital (PCP) y asistente del ministro Rafael Ramírez, por una investigación de blanqueo de capitales, tráfico de influencias y sería deportado a Estados Unidos (lo que nunca ocurrió), porque desviaron 27 millones producto de sobornos para la banca suiza.  El 15 de octubre de 2014 constituye una empresa en Panamá llamada Inversiones RC 58 INC registrada por José Eugenio Silva Reiter, el banquero suizo Charles Henry de Beaumont y su socio el militar del ejército venezolano Said Aurelio Cabrera Abraham; recibió sobornos de Roberto Rincón y Abraham Shiera, según la cuenta de la acusación US$ 3.042.919,62 como “retribución por su participación en la conspiración, que incuye dos autos blindados, un lujoso inmueble localizado en el Four Seasons Condominium de Miami. 
Reiter fue detenido en España el 27 de octubre de 2017 de acuerdo a las investigaciones del fiscal general auxiliar interino de la División Criminal del Departamento de Justicia, John P. Cronan, La investigación sobre blanqueo de capitales en Europa, donde está presuntamente implicado Reiter Muñoz, comenzó el 1° de diciembre de 2017. El informe de la investigación se nutre de documentos policiales de Andorra.
Desde Estados Unidos el fiscal federal del Distrito Sur de Texas, Ryan K.Patrick; y del agente especial de Investigaciones de Seguridad Nacional (HSI) del Servicio de Inmigración y Control de Aduanas de los Estados Unidos (HSI) en Houston, Mark Dawson; El 12 de febrero de 2018 escontrándose detenido fue acusado, junto a Luis Carlos De León Pérez, Nervis Gerardo Villalobos Cárdenas, César David Rincón Godoy y Alejandro Isturiz-Chiesa, fue acusado por la Fiscalía del Distrito Sur de Texas ante la corte, por:
- participar en un esquema internacional de lavado de dinero en Europa mediante el cual se buscaba legitimar fondos provenientes de sobornos. En junio de 2018, un juzgado español congeló sus bienes como parte de las investigaciones sobre el blanqueo de capitales provenientes de PDVSA. Reiter a su llegada al país ibérico en 2015 compró una lujosa casa en Barcelona por 1,150,000 euros.
- También Reiter Muñoz como guardespalda de Rafael Ramírez habría sido el encargado de cargar en 2007 las maletas repletas de dinero en el avión para Argentina en el caso de Antonini Wilson.[80]

Para febrero de 2020 se supo que un tribunal estadounidense seguía investigando desde 2018, en el caso estaban implicados más de 20 ejecutivos de la empresa petrolera entre los cuales están dos viceministros el de Energía Nervis Villalobos, el de Desarrollo Eléctrico Javier Alvarado Ochoa, el exgerente general de Bariven César Rincón, el exgerente de prevención y control Reiter Muñoz y el propietario de Globovisión Raúl Gorrín, Alejandro Istúriz Chiesa, involucrados en sobornos de concesiones en la construcción de plantas de energía (el juicio continua, el 26 de febrero Gorrín tendrá que presentarse en España para dar su declaración). También esta implicada y fue detenida en 2018 la esposa de Reiter, Vanessa Yssea quien está relacionada con el supuesto saqueo de US$ 6.000 millones cometido por exdirectivos de la petrolera. Vannesa Yssea es la esposa de Rafael Reiter, fue arrestada en junio de 2018.
En abril de 2023 Reiter Muñoz exgerente Corporativo de Prevención y Control de Pérdidas de PDVSA, se ofreció en colaborar con información a la justicia de EE UU por casos de corrupción desde España, también está relacionado en el caso del maletín del  Caso Antonini Wilson en 2007. Mientras ese mes la Fiscalía venezolana solicita nuevamente la extradición de funcionarios desfalcadores de PDVSA, que se encuentran protegidos en Italia y España entre ellos a Rafael Reiter, Rafael Ramírez, está implicado en numerosas tramas de corrupción y a Nervis Villalobos, exviceministro de Energía Eléctrica.
El 13 de junio de 2023 es nuevamente detenido en España el exfuncionario Rafael Reiter en la ciudad de Barcelona a solicitud de un pedido del Tribunal Supremo de Justicia de Venezuela que está pidiendo su extradición en una estrategia para que no siga colaborando con EE UU. Los fiscales venezolanos tienen 40 días para presentar las pruebas necesarias.
El 1 de agosto de 2023 fue puesto en libertad al pasar los 40 días y la fiscalía venezolana no envió el expediente para su solicitud de extradición. Actualmente está a disposición de la justicia española.
Funcionarios de PDVSA implicados juzgados y sentenciados en procesos:
- Rafael Ernesto Reiter Muñoz, exjefe de seguridad de Pdvsa[88] y Vanessa Yssea (esposa) residentes en España
- César Rincón, antiguo gerente de la filial de compras de PDVSA
- Alfonso Eliezer Gravina Muñoz
- Christian Javier Maldonado Barillas
- Diego Salazar Carreño (primo de Rafael Ramírez Carreño)
- Luis Bastidas Ramírez Exgerente de logística PDVSA
- Luis Mariano Rodríguez Cabello abogado, testaferro de Diego Salazar[89]
- Luis Fernando Vuteff García, yerno de Antonio Ledezma[90] socio del suizo Ralph Steinmann[91][92]
- José Roberto Rincón Bravo (hijo de Roberto Rincón Fernández)
- Eulogio del Pino exministro de energía y Petróleo detenido en Venezuela el 30 de noviembre de 2017
- Nelson Martínez expresidente de PDVSA y exministro de energía y petróleo detenido el 30 de noviembre de 2017 murió estando preso en Venezuela el 12 de diciembre de 2018[93]

### Natalino D'Amato
Empresario Ítalo-venezolano contratista fue acusado el 24 de noviembre de 2020 de once cargos por la Fiscalía del Distrito Sur de la Florida a cargo de Ariana Fajardo Orshan entre ellos de sobornar a funcionarios de empresas mixtas de la estatal petrolera para obtener contratos altamente inflados y lavar dinero de la corrupción a cambio de vender bienes, servicios y vender equipos con sobreprecios

### José Luis De Jongh Atencio
Un exfuncionario de Citgo Luis De Jongh Atencio de nacionalidad venezolano y estadounidense, se declaró culpable de haber recibido sobornos por un valor de 7 millones de dólares, entre 2013 y 2019 para proveer de ventajas de negocios a terceros, ante la Fiscalía de Texas, cuando ocupaba el cargo de procurador y gerente del grupo de Proyectos Especiales otros involucrados serían los empresarios José González Testino, de doble nacionalidad (estadounidense y venezolana), y Tulio Farías Pérez, venezolano, residente de Houston.

### Abraham Edgardo Ortega
Abraham Edgardo Ortega, director ejecutivo de Planificación Financiera de PDVSA entre 2012 y 2014, fue detenido en septiembre del 2018 se declaró culpable y en mayo de 2021 la Corte de Distrito Sur de la Florida lo sentenció a 28 meses de prisión, admitió que había recibido sobornos y participado en el lavado de US$ 1.200 millones sacados de la empresa de forma ilícita, según confirmó el fiscal adjunto Kurt K. Lunkenheimer.
Ortega admitió que durante su gestión en PDVSA, aceptó US$ 5 millones en sobornos para otorgar estatus de préstamo prioritario a una empresa francesa y un banco ruso. Estos eran los accionistas minoritarios en compañías conjuntas con PDVSA, y desfalcar a la empresa por US$ 1,200 millones. Por otro lado "Ortega admitió que aceptó US$ 12 millones que luego lavo a través de un sofisticado esquema de falsa inversión que recibió dinero de un pago hecho para parecer una inversión en un fondo, pero que, de hecho, era sacado del fondo vía lavado de dinero", en un esquema que incluía préstamos y contratos en divisas extranjeras.
Ortega colaboró con la justicia para desenrollar la trama de lavado de dinero y quienes participaron que incluía los venezolanos José Vicente Amparan, quien es descrito como un “lavador de dinero profesional”; Carmelo Urdaneta Aquí, exasesor legal del Ministerio de Petróleo y Minería de Venezuela, y Francisco Convit Guruceaga, uno de los directivos de Derwick Associates y que tienen conexiones con el presidente venezolano Nicolás Maduro.

### Exministros Nelson Martínez y Eulogio del Pino
Acusados el 4 de septiembre luego de una reunión de ejecutivos donde intervino la DGCIM con el decomiso de celulares de altos ejecutivos por orden de la Fiscalía y en noviembre de 2017 fueron detenidos entre ellos los ejecutivos Eulogio del Pino y Nelson Martínez involucrado en supuestos hechos de corrupción por sobreprecios en compras de equiposs y materiales para la producción de Petrozamora tras la denuncia de cobro de comisiones a los rusos representantes de la empresa Gazprombank Latin América Ventures, y que hasta principios de 2023 aun no esta clara las denuncias realizadas por el fiscal Tarek William Saab. El exministro Nelson Martínez murió en diciembre de 2018 estando en prisión sin haber iniciado su juicio. Solo se tiene informes de reporteros de investigación pero no se tiene información oficial. En febrero de 2021 confirmaron que Eulogio del Pino, será juzgado por la presunta comisión de los delitos de peculado doloso y obstrucción a la libertad de comercio.

### Gerente de Pdvsa Gas Colombia, Sarah Moya
El fiscal General de la República, Tarek William Saab, anunció en septiembre de 2018 la orden de detención de la gerente general y representante legal de Pdvsa Gas Colombia, Sarah Moya, quien desempeñó funciones en la referida empresa desde 2007 hasta 2015 con la anuencia de sus superiores. Fue denunciada en septiembre de 2014 y paralizada su función en 2016 cuando Luisa Ortega Díaz era la Fiscal General del Ministerio Público. También se emitieron órdenes de aprehensión contra el representante legal de las empresas ‘Márquez Asesorías’ y ‘Proyectos Xiomar Rent SAS’, José Alberto Márquez; el expresidente y el exdirector de Pdvsa Gas, Anton Castillo Bastardo y Daniel Chirinos; respectivamente, así como del exgerente de finanzas de esta empresa, Luis Rangel. Sarah Moya está involucrada en una investigación de las autoridades de Andorra por lavado de dinero proveniente de contratos de la petrolera venezolana y tendría como punto de lanzamiento la empresa Helmont Finance Corporation, registrada el 16 de diciembre de 2011 en el paraíso fiscal de Islas Vírgenes Británicas por Mossack Fonseca y apareció en los Papeles de Panamá. Moya está relacionada con Rafael Ramírez Carreño como persona de confianza, entre 2001 y 2002 trabajó como asistente técnica del viceministro de Hidrocarburos en Venezuela. A partir de enero de 2005, viene a Caracas junto con Bernard Mommer, recién nombrado viceministro de Hidrocarburos, a asumir la Dirección de Asuntos Internacionales del Ministerio de Energía y Petróleo

## Caso Money Flight

### Álvaro Ledo Nass
El venezolano, abogado Álvaro Ledo Nass (n. 1980) exasesor de PDVSA hasta 2017, desde noviembre de 2012 a noviembre de 2014 Nass se desempeñó como secretario de la Junta Directiva de Pdvsa, y desde julio de 2014 hasta marzo de 2015 fue Asesor General de la petrolera. Se entregó en febrero de 2023, el 29 de marzo de 2023 se declaró culpable en la corte de Miami, de recibir sobornos de US $11.5 millones en 2014 en el caso de "Money Flight" por cargos de lavado de dinero al permitir dos transaciones falsas de préstamos, al permitir transacciones falsas de préstamos en bolívares en la que supuestamente varios empresarios le prestaban a PDVSA Bs. 7.200 millones o US$50 millones al tipo de cambio en el mercado paralelo, por el cual PDVSA pagó en dólares a valor oficial meses después, unos US $ 600 millones. Su sentencia ocurrió el 12 de junio, a tres años de prisión a partir de enero de 2024 quien logró la rebaja de su condena al convertirse en uno de los delatores en este esquema, desde el año 2018 según algunas versiones.

### Carmelo Urdaneta Aquí
El abogado Carmelo Urdaneta Aquí (n. 1974), trabajo en la consultoría jurídica de Pdvsa desde 1997 y en 2009 nombrado director general de la Oficina de Consultoría Jurídica del Ministerio de Petróleo y Minas, en 2011 pasó a ser miembro de la Comisión Interministerial para la transferencia de bienes y recursos. En agosto de 2012 fue nombrado representante judicial suplente de la empresa Inmobiliaria Nacional. En un operativo del Departamento de Justicia de Estados Unidos, el abogado Carmelo Urdaneta se entregó voluntariamente a la fiscalía del sur de Florida en agosto de 2020 a las autoridades cruzando la frontera colombiana y la selva para Panamá llevando numerosas memorias USB ocultas en su persona y al llegar a La Florida estuvo en libertad al pagar una fianza de 1,5 millones de dólares. Se declaró culpable del delito de asociación para delinquir en blanqueo de capitales. Fue acusado de un desfalco de 1,200 millones de dólares en el año 2014, al exfuncionario venezolano le identificaron al menos 8 propiedades en Miami Beach, una de ellas en la torre Porsche Design, un rascacielos residencial de lujo.  Otros implicados en la misma acusación fueron nombrados Francisco Convit Guruceaga, José Vicente Amparan Croquer, Abraham Edgardo Ortega, Gustavo Adolfo Hernández Frieri, Hugo Andre Ramalho Gois, Matthias Krull y Marcelo Federico Gutiérrez, según el documento judicial.  El 16 de junio de 2022 fue sentenciado por un desfalco contra Pdvsa conocido como Money Flight, deberá cumplir 52 meses de prisión, más 3 años de libertad supervisada. La sentencia lo obliga a ceder bienes por un monto de USD 49.265.060,85, según lo previsto en su acuerdo de culpabilidad suscrito en julio de 2021.
- La primera en 2012,  el 8 de junio programó la creación de la trama para unos prétamos, por lo cual recibió el pago de USD 25.000.000, a través de cuentas en Suiza. Los fondos llegaron a la cuenta bancaria en Banca Zarattini & Co, en Lugano, Suiza, a nombre de la empresa Ville Flor Holding, S.A, registrada en Panamá, y que al menos USD 227.000.000 "irían a parar a los bolichicos".
- La segunda en 2014, el 14 de diciembre redactó el contrato de préstamos entre PDVSA y Rantor Capital por 7.200 millones de bolívares (equivalentes a $50 millones dólares al tipo de cambio oficial 144.7 Bolívares/dólar) de varios empresarios por el cual PDVSA debía devolver en dólares a valor oficial seis meses después, al cambio oficial de 11.7 bolívares/dólar (unos US $ 600 millones de dólares), obteniendo una ganancia de 550 millones de dólares por uso corrupto del esquema cambiario en esa época a diferentes empresarios, por lo cual Urdaneta Aquí recibió 24.26 millones de dólares en soborno.[110]
  - Los $550 millones de ganancia fueron posteriormente divididos entre otros “conspiradores”, incluyendo a funcionarios de Pdvsa y los tres hijastros de Maduro,
  - $272.5 millones fueron al empresario Raúl Gorrín, Gorrín se quedó con $72.5 millones. Los restantes $200 millones, el empresario los transfirió a Portmann Capital Management para beneficio de los tres hijastros de Maduro.
  - Los otros $272.5 millones fueron a Francisco Convit (Conspirador 1) y Alejandro Betancourt López (Conspirador 2). De ese total, $94 millones fue traspasado a Pedro Binaggia, un abogado y empresario. Binaggia, utilizando al Deltec Bank de las Bahamas, redistribuyó alrededor de $ 20 millones a: Carmelo Urdaneta Aquí; a Abraham Edgardo Ortega, ex director de Finanzas de Pdvsa; José Vicente Amparan Croquer y otros tres no identificados vinculados con la compañía petrolera.[115]
  - Esos dos son: Víctor Eduardo Aular Blanco, exvicepresidente de Finanzas de PDVSA que autorizó el préstamo de la compañía petrolera estatal con la red y Álvaro Ledo Nass, exasesor Legal General de PDVSA.
- En mayo de 2015 hubo un nuevo contrato entre PDVSA y la empresa "Eaton Global Service" por un segundo préstamo en bolívares por 7.200 millones (unos 37 millones de dólares al tipo de cambio oficial de 197.3 bolívares/dólar), por el cual PDVSA debía devolver en dólares a valor oficial seis meses después, al cambio oficial de 11.7 bolívares/dólar (unos US $ 600 millones de dólares).

De esta forma se llevaron 1200 millones de dólares a cambio de un total de préstamos de 86 millones de dólares.
Nota
Carmelo Urdaneta también ha sido relacionado como coordinador junto a Álvaro Ledo de la trama de corrupción de Rafael Ramírez Carreño y Asdrúbal Chávez en febrero de 2013 del pago de Bonos de la República cobrados a las petroleras: Chevron-Texaco, de Estados Unidos; Rosneft, de Rusia; Statoil, de Noruega; Total, de Francia; BP, del Reino Unido; ENI, de Italia; Sinopec, de China; e INE Paria por 5,800 millones de dólares a través de una cuenta encriptada del Banco Espírito Santo en Madeira.

### Rafael Ramírez

#### Caso Bco Espíritu Santo
En abril de 2023 una investigación hecha por el economista Orlando Ochea Terán del periódico El Nacional reveló un complot urdido por Rafael Ramírez Carreño y Asdrúbal Chávez el 20 de febrero de 2013 (cuando estaba moribundo Hugo Chávez), para apropiarse unos supuestos "Bonos de la República", cobrados a las petroleras: Chevron-Texaco, de Estados Unidos; Rosneft, de Rusia; Statoil, de Noruega; Total, de Francia; BP, del Reino Unido; ENI, de Italia; Sinopec, de China; e INE Paria por 5,730 millones de dólares a través de una cuenta encriptada del Banco Espírito Santo en Madeira. Luego de que se declarara culpable en la corte de Miami el 30 de marzo de 2023, el abogado venezolano Álvaro Ledo Nass, secretario de la junta directiva de Pdvsa quien coordinó la transación y  el abogado Carmelo Urdaneta, de la consultoría jurídica de Pdvsa (Carmelo fue sentenciado en Miami 4 años de prisión). De donde solo se sabe que 2,562 millones pasaron a las cuentas de los Chávez, pero falta detallar a que cuentas fueron los 3,168 millones faltantes según las investigaciones entre Pdvsa y las empresas petroleras acerca de los Bonos de la República. El Banco Espírito Santo fue liquidado en 2014 y los recursos venezolanos pasaron al Novo Banco, entidad creada en 2014 por el Banco Central de Portugal para rescatar los activos y pasivos.

#### Caso Administradora Atlantic
Después de la detención de Eduardo Aular Blanco en agosto de 2020 exvicepresidente de Finanzas de Pdvsa contador público egresado de la UCV  y que reemplazo en 2013 a Carlos Erik Malpica Flores, tesorero y sobrino de la primera dama, detalló diferente actos de corrupción de parte de Rafael Ramírez por lo que el 30 de agosto de 2023 el ministro de petróleo Tareck El Aissami expone un contrato de un préstamo de financiamiento firmado en marzo de 2012, denunció ante el Ministerio Público al expresidente de Pdvsa, trama que inició a través de una línea de créditos a Pdvsa que la petrolera fue “amortizando” con 28 pagos entre marzo de 2012 y marzo de 2013 con desembolsos a dos fondos en Panamá y San Vicente y las Granadinas. Tareck lo acusó de numerosos casos de corrupción cometidos durante su gestión  Solicitó investigación y dictó medida de aseguramiento de propiedades y bienes igualmente contra Juan Brandt de la Administradora Atlantic , Víctor Aular Blanco, exfuncionario de Pdvsa, Luis  Oberto Anselmi e Ignacio Oberto Anselmi, Nervis Villalobos,  Alejandro Betancourt y Abraham Ortega Morales. En el caso del "contrato de préstamo con la Administradora Atlantic, responsables de un desfalco cercano a los 4,850 millones de dólares que los hermanos Oberto Anselmi transfirieron parte del dinero a Alejandro Betancourt"

#### Extrañas circunstancias
- Juan Carlos Márquez Cabrera - abogado venezolano era asesor en PDVSA residente en España desconocido y enigmático para la mayoría  hasta que se reseñó que fue localizado ahorcado el domingo 21 de julio de 2019 en una oficina que había alquilado en San Sebastián de los Reyes, en Madrid España, tres días después de haber declarado ante el juez de la audiencia sobre los pagos millonarios de la petrolera al ex embajador español Raúl Morodo y su hijo. Era el asesor encargado de firmar los contratos a nombre de PDVSA[123] El 14 de octubre de 2024 el hijo del embajador español Raúl Morodo quien fue penado en España por delitos fiscales a diez meses de cárcel y su hijo Alejo Morodo a dos años de cárcel, mediante supuestos contratos falsos de asesoría legal suscritos con la empresa venezolana entre 2012 y 2015, cuando Raúl Morodo ya no era embajador quienes recibieron comisiones 4,5 millones de euros entre 2013 y 2014.[124]
- Leonardo Santillini - empresario venezolano, era dueño de las empresas venezolanas Constructora Cosaco Co. y PLD Inversiones C.A. y las firmas estadounidenses SGP Group Corp., (registrada en el Sur de Miami) y A&M Support Inc. (registrada en Weston, Florida), Fue acusado en marzo de 2020 de haber recibido contratos con sobreprecio fiscales federales del distrito Sur de Florida y estaba siendo investigado por el Departamento de Estado de EE. UU. relacionado con empresas filiales de PDVSA, como Petrocedeño, Petropiar, Bariven, Petrolera Sinovensa y Petromonagas por un monto de 146 millones de dólares; era testigo presencial de los sobornos ocurridos entre el 2013 y el 2017 y fue asesinado el 1 de septiembre de 2020 de cuatro tiros ejecutados por dos sicarios en un estacionamiento en Lecherías, Estado Anzoátegui, Venezuela,[125][126]

### Contratos con sobreprecios en la Faja del Orinoco 2017
las investigaciones comenzaron el 4 de febrero de 2017 en principio se buscaba a Rubén Rivera como director ejecutivo de Nuevos Desarrollos de la Faja y al director ejecutivo de la Faja Petrolífera del Orinoco, Pedro José León Rodríguez geólogo de 57 años, personaje de amplia trayectoria en la industria petrolera venezolana desde el 2003 y sobre quien recaía un extenso expediente de acusaciones y responsabilidades por irregularidades detectadas en la industria más importante de oriente. Comisiones de la Dirección General de Contrainteligencia Militar (DGCIM) y del Comando de Zona Especial número 81 en Venezuela llamaron a declarar a dos funcionarios de primera línea de la Faja Petrolífera del Orinoco  Lorenzo Aguilera, director adjunto de producción de la Faja Petrolífera del Orinoco y Edner Meléndez, gerente de Planta Gas, se conocen dos casos en particular:a) El hallasgo de los 1400 contenedores de comida propiedad de Bariven “que se encontraron abiertos y llenos de leche en polvo vencida en recipientes con el sello de Pdval provenientes de China” y b) los contenedores con comida abandonados en las instalaciones de la Faja salieron a la luz principalmente entre los años 2008 y 2010, período cuya gestión estuvo a manos de José Manuel González, por lo que la Fiscalía venezolana abrió una investigación. responsables del desfalco a Pdvsa por más de $1000 millones, relacionados con Roberto Rincón y Abraham Shiera.
A mediados de enero de 2017 dirigentes del Psuv acusaron a León, como lo hizo Giovanni Urbaneja, exdiputado al Consejo Legislativo del Estado Anzoátegui, de concertar contratos para beneficiar a empresas supuestamente ligadas a él y de tejer una red de contactos y cómplices, Urbaneja denunció el 9 de febrero de 2017 que 35 empresas habían sido favorecidas por León para recibir contratos a dedo. León era quien tenía la firma final para aprobar los contratos y los pagos. La empresa petrolera del Grupo BOD a la que hacía referencia Urbaneja era Esvenca, una proveedora de servicios en los pozos petroleros en tierra, que recibió siete contratos firmados por León entre 2014 y 2015. Otra empresa cercana a Pedro León es Cuferca, una compañía de los hermanos Carlos Eduardo, Carlos Enrique y Carlos Esteban Urbano Fermín, que entre 2010 y 2016 resultó beneficiada con 14 contratos de Pdvsa. Además ejecutó trabajos para las alcaldías de Sotillo y Guanta. Esta última estuvo en manos del oficialista Jhonnathan Marín, quien en 2022 aceptó su responsabilidad de recibir sobornos. Pedro José León fue arrestado en Venezuela el sábado 2 de septiembre de 2017 por funcionarios del Servicio Bolivariano, la orden de detención emitida en febrero del mismo año por parte del Tribunal Cuarto de Control del Circuito Judicial Penal del estado Anzoátegui.
Según el Ministerio Público en 2017 denunció un esquema de contrataciones con sobreprecios en la Faja Petrolífera del Orinoco que presuntamente se produjo entre 2010 y 2016 y provocó una pérdida de más de USD 2.000 millones. Fueron acusados una decena de exdirectivos de la faja y empresarios por su presunta vinculación con el desfalco.

### Terminal de Complejo José Antonio Anzoátegui
En febrero de 2017 se puso al descubierto y detenido el gerente de la terminal de almacenamiento y descarga Jesús Cornelio Osorio Virguez recibió millonarios sobornos a través de la empresa Guevara Trading,  ligada al dueño de Castillomax Oil and Gas, Miguel Ángel Castillo Lara, junto a sus socios Hernán Ernesto Guevara Pastrán y Jaime Camargo. La fiscalía acusó a Osorio de corrupción e irregularidades en la compra de equipos para la carga de buques petroleros conocidos como monoboyas por un total de 76,2 millones de dólares. “Debido a las presuntas irregularidades, se presume el sobreprecio en la negociación de los referidos equipos”, dijo la Fiscalía en un comunicado.
El 9 de marzo Es detenido el empresario Miguel Ángel Castillo Lara, dueño de la empresa Castillomax Oil & Gas y ex propietario de Guevara Trading Company C.A. solicitado por Tribunal Sexto de Control del Estado Anzoátegui, donde será imputado por corrupción en contratos relacionados con la petrolera estatal Pdvsa. Está relacionado con Jesús Cornelio Osorio Virgüez, ex-gerente de la terminal de almacenamiento y descarga del Complejo José Antonio Anzoátegui. A quién habría pagado sobornos durante la compra de equipos para la carga de buques petroleros conocidos como monoboyas, facturados por un total de 76,2 millones de dólares. Los sobornos incluyeron regalos que iban desde apartamentos en Margarita y Panamá, casas botes, viajes, efectivo e inclusive hasta prostitutas quienes sirvieron de promotoras de eventos durante el día y en la noche de damas de compañía. Ernesto Guevara Pastrán también estaba detenido y son acusados de cometer peculado "relacionado con la adquisición, desinstalación e instalación de dos monoboyas". Eudis Girot, vocero sindical de los trabajadores petroleros dijo: "Manifestábamos que a la empresa Castillo Max había que investigarla porque era la responsable de la destrucción de este terminal con respeto al mantenimiento (...) Aspiramos que estas investigaciones se profundicen". Tres fuentes de la industria dijeron a Reuters que Castillo Max pasó de ser una firma desconocida a convertirse en una gran contratista de PDVSA, en el curso de unos pocos años.
En la indagatoria oficial de Castillo Lara se establece que supuestamente no se habían cambiado dos boyas en mal estado del Terminal de José Antonio Anzoátegui, con capacidad para el embarque diario de 350 mil barriles de crudo. Así se acordó en una contratación que hizo Pdvsa al efecto por 51 millones de dólares. La investigación señala que las boyas, marca Bluewater, fueron sobrefacturadas y que además se cobró 25 millones de dólares para instalarlas, lo que presuntamente no pasó. “Yo fui imputado, pero no pasaron a la etapa de acusación. Según las leyes venezolanas a los 45 días de estar detenido, si la Fiscalía no presentara acusación, se caen todas las medidas. Yo estuve 90 días bajo condición de privación ilegítima de libertad”, dice. Castillo Lara se defiende tres años después de las investigaciones en su contra, señalando de persecución a la exfiscal Luisa Ortega, hoy en el exilio tras enfrentarse al gobierno de Nicolás Maduro. El contratista dijo en una entrevista el pasado 17 de junio de 2020 que aún no hay un acto conclusivo –remisión a juicio, archivo del caso o sobreseimiento–, pero afirmó que no tiene ninguna restricción de movilidad.
El fiscal que seguía el caso de las monoboyas Luis Javier Sánchez Rangel fue detenido en agosto de 2017 por el DGCIM cuando investigando encontró que el principal sospechoso era el Presidente del Consejo Moral Republicano Tarek William Saab y quien sería nombrado Fiscal General de Venezuela en agosto de ese año, acusando a Sánchez de corrupción propiciando su detención, la investigación por corrupción también se centró en el expresidente interino Diosdado Cabello, este acusó públicamente a Sánchez de pertenecer a una red de extorción junto a los fiscales Luisa Ortega Diaz y Pedro Lupera que tuvieron que salir del país por las amenazas e intentos de asesinato. posteriormente en marzo de 2022 fue acusado por parte del Distrito Sur de Florida, en Estados Unidos por corrupción cuando encontraron un supuesto soborno de más de un millón de dólares a cambio de no presentar cargos penales, en una cuenta en Florida por parte de los contratistas de PDVSA, operación sospechosa estando detenido desde 2017 sin acusación oficial ni juicio, siendo liberado en noviembre de 2021.

### Tareck El Aissami 2023
El ministro de petróleo Tareck El Aissami para dejar continuar las investigaciones de corrupción en PDVSA renunció a su cargo.(desaparecido durante todo un año hasta abril de 2024) Nicolás Maduro informó que ha aceptado la renuncia y que las mafias de la corrupción ha afectado tres sectores de su administración, entre ellos la industria petrolera, así como "del aparato judicial y del aparato político". En la Fiscalía General, PDVSA presentó un faltante de 21 mil millones de dólares potencialmente incobrables. El recién designado presidente de PDVSA, Pedro Tellechea en enero, trató de detener los cargamentos no pagados inmediatamente después de asumir el cargo. Tellechea inició un arqueo de las cuentas por cobrar, llamaron a los deudores y estos respondieron que ya habían pagado con criptoactivo; estando en la Superintendencia de Criptoactivos (Sunacrip) se dan cuenta de que esos criptoactivos se los robaron. Estos criptoactivos son difícil hacerles seguimiento.
El diputado Hugbel Roa, miembro de la Comisión de Energía y Petróleo del Parlamento, fue detenido por caso de corrupción en Pdvsa y la Asamblea Nacional le quitó la inmunidad parlamentaria por mayoría, aunque sin explicación cual fue la flagrancia, en total hay 19 detenidos dijo Jorge Rodríguez Gómez  Detienen a jefe de la Superintendencia Nacional de Criptoactivo y Actividades Conexas (SUNACRIP) Joselit Ramírez incurso en hechos de corrupción, y la administración de Maduro  ordenó la reestructuración de la SUNACRIP. Dos días antes fue detenido el alcalde de Las Tejerías del municipio Santos Michelena, estado Aragua, Pedro Hernández, y a tres jueces relacionado con la presencia de bandas criminales, al presidente del Circuito Judicial Penal de Caracas, Cristóbal Cornieles Perre. El juez Cuarto de Control con competencia en delitos asociados al Terrorismo, José Mascimino Márquez García, fue el segundo magistrado aprehendido en otro operativo paralelo. También fue detenido el juez primero de control del estado Falcón, Jorwis Bracho Gómez, también detuvo a dos militares de la FANB. el Coronel Antonio Pérez Suárez, vicepresidente de Comercio y Suministro de Calidad de Pdvsa; y al Teniente Coronel José Agustín Ramos Chirinos, gerente general de Dirección de Seguridad
La agencia Reuters reportó de acuerdo con documentos proporcionados por Pdvsa a la Fiscalía venezolana durante una larga auditoría de sus procesos de venta, solo se ha podido confirmar la recepción de 4.080 millones de dólares de los 25.270 millones de dólares en exportaciones petroleras facturadas entre enero de 2020 y marzo de 2023. Algunos economistas opinaron que la falta de 21.190 millones en las cuentas de PDVSA nunca entró a las arcas del Estado venezolano o no se registraron formalmente, debido a la ley antibloqueo otorgada por la nueva Asamblea oficialista en octubre de 2020 a Nicolás Maduro, que permite las operaciones petroleras en un esquema de confidencialidad, discrecionalidad y protección de datos de los actores naturales y jurídicos involucrados para presuntamente salvaguardarlos de sanciones. El economista y profesor titular de la Universidad Central de Venezuela Leonardo Vera dijo: “El manejo financiero y comercial de Pdvsa se ha hecho en absoluta oscuridad”. Luis Vicente León, director de la firma Datanálisis, explicó que el país experimentó “un cortocircuito” en el flujo de las divisas de la nación por los impagos de operaciones petroleras.
Desde el inicio de las investigaciones en marzo de 2023 estaba siendo protegido por el régimen en el complejo Fuerte Tiuna. El 9 de abril de 2024 fue detenido y presentado Tareck El Aissami, exministro de Petróleo de Venezuela, por el fiscal general de Venezuela Tarek William Saab  por su supuesta participación en la trama de corrupción el Caso PDVSA-Cripto, era protegido por el régimen. Así como también fue detenido el exministro de Economía y Finanzas Simón Zerpa y el empresario Samark López, todos fueron presentados ante el Tribunal Segundo de Control contra el Terrorismo a quienes se les imputaron los delitos de “traición a la patria, apropiación o distracción del patrimonio público, alardeamiento o valimiento, legitimación de capitales y asociación para delinquir”.

### Interventor Julio César Villarreal Abreu
Trabajadores de Pdvsa denunciaron la pérdida de 30 millones de dólares que fueron entregados al interventor de Multinacional de Seguros, Julio César Villarreal Abreu, quien fue nombrado en enero de 2020. Villarroel recibió 35 millones de dólares en efectivo por parte del ministro Tareck El Aissami para el pago de los seguros y después que abandonó el cargo desapareció, luego de la renuncia de El Aissami como ministro de Petróleo el 20 de marzo de 2023, fue cuando se descubrió el faltante. Villarreal posee la doble nacionalidad española-venezolana y se presume que estaría en Madrid.

## Desfalco de Bera Moto Kuri Sam C.A
En 2016, el partido Primero Justicia inició una investigación en la Asamblea Nacional contra la empresa Bera Moto Kuri Sam C.A., propiedad de los hermanos Antonio, Jesús y Elias Beirouti, por el desfalco de más de 200 millones de dólares preferenciales entre los años 2004 hasta el 2012. 
El diputado Ismael García señaló que la empresa solicitaba divisas para importar motos a Venezuela por un valor de 300 dólares por unidad que luego iban a ser vendidas por 10 veces su precio, aunque muchas de esas unidades nunca llegaron al país.

## Denuncias contra la familia Flores
Según el informe de Estados Unidos. resultado de 2 años de investigaciones de operaciones financieras de ejecutivos de la venezolana PDVSA sobre la Operation Money Flight  genera un fraude masivo de hasta 20,000 millones de dólares al año. Esto ocurrió por la existencia de dos tipos de cambio en el sistema financiero venezolano y que solo podía ser operado desde el gobierno.
El Departamento del Tesoro de Estados Unidos a través de la OFAC ( Oficina de Control de Bienes Extranjeros) anunció en julio de 2019 nuevas sanciones contra el régimen de Venezuela, específicamente contra diez personas, entre los que están los hijastros de Nicolás Maduro, los hijos de Cilia Flores, según fuentes de EE. UU. considera que los hermanos Walter Jacob, Daniel Yosser y Yoswal Alexander Gavidia Flores; su madre, Cilia Flores, y su primo, Carlos Erick Malpica Flores, fueron piezas clave para que Shadi Nain Saab Certain, hijo de Alex Naím Saab Moran y su socio Álvaro Enrique Pulido Vargas tuvieran acceso a funcionarios venezolanos «permitiéndoles pagar sobornos para obtener contratos gubernamentales» para el abastecimiento de víveres a través del programa CLAP luego de aprovecharse de la crisis humanitaria que enfrentan los venezolanos. Los productos fueron pagados con dólares preferenciales, pero facturados con sobreprecio por un valor de más de 200 millones de dólares. Otras personalidades que están incluidas son el exgobernador del Táchira José Gregorio Vielma Mora y el gobernador de Aragua Rodolfo Marco Torres, Álvaro Pulido Vargas, Emmanuel Rubio Gonzales (hijo de Álvaro Pulido), Isham Ali Saab Certan, Shadi Nain Saab Certan (actor de películas de acción de Hollywood) y María Andrea Staudinger Lemoine (pareja de Yosser Gavidea) todas estas personas que no pueden ingresar a suelo estadounidense, no pueden negociar con ese país, y que además tendrán sus fondos y bienes congelados por las autoridades del Departamento del Tesoro. Entre las empresas están: Asasi Food FZE, Group Grand Limited General, Seafire Foundation, Clio Management Corp, Fondo Global de Alimentos, EMMR & Cia. S.A.S, Global Structure, Group Grand Limited S.A.S, Multinex International Trading y Sun Properties.

### Lavado de dinero en Malta
La extraña compra de 14 casas en la urb Las Cumbres de Curumo cerca a Fuerte Tiuna en Caracas por la familia Flores, comprados a través de empresas de maletín para estar aislados y seguros, usando como testaferros a amigos como Mario Enrique Bonilla Vallera que estudió con Yoswal, quienes son investigados debido a que hay declaraciones dadas por Leamsy Salazar, exescolta de Hugo Chávez y Diosdado Cabello, que Walter Gavidia Flores (exjuez penal de Caracas) utilizaba aviones pequeños de PDVSA para transportar droga, en colaboración con Nicolás Maduro Guerra (hijo), Su nombre se ha mencionado en casos de narcotráfico y lavado de dinero en EE. UU. Según las investigaciones estadounidenses y también de fondos extraídos de PDVSA entre 2014 y 2015 que estarían depositados en Malta a través de diez transferencias electrónicas, la familia de Maduro habría empleado un esquema de inversión falso que incluía la emisión de bonos de forma fraudulenta, denuncia presentada por la OFAC en tribunales de Miami, el operador según la denuncia penal, es un tal José Vicente Amparan Croquer, también conocido como 'Chente', un ciudadano venezolano que es descrito por Investigaciones de Seguridad Nacional como un "lavador de dinero profesional". La institución financiera según declaración jurada presentó como comisión de las operaciones de un 4 %, las diez transferencias que se hicieron entre el 29 de diciembre de 2014 al 3 de febrero de 2015 desde PDVSA, otros implicados serían Francisco Convit Guruceaga, Raúl Gorrín, hay dos detenidos Mathias Krull, un ciudadano alemán de 44 años, residente de Panamá quien reconoció haber recibido dinero y declaró que entre sus clientes estaban los hijos del presidente de Venezuela; y Gustavo Adolfo Hernández Frieri, de 45 años, corredor de inversiones ciudadano colombiano naturalizado y estadounidense, fue arrestado en julio de 2018 en Sicilia, otras personas, entre ellas Carmelo Urdaneta Aquí, exasesor legal del Ministerio de Petróleo y Minería de Venezuela, y Abraham Edgardo Ortega, exdirector ejecutivo de finanzas de PDVSA. Entre las empresas involucradas están Eaton Global de Hong Kong. las españolas Volbqr Vontobel y Vencon Holding. Las de Miami, Global Securities Advisors, y otra firma, Global Strategic Investments.

### Columbus One Properties SL
La juez española María Tardón está investigando una red de corrupción de lavado de dinero por 600 millones de euros entre las que ha comprado el hotel Torrelaguna en la ciudad de Madrid el 14 de marzo de 2016 por un valor de apenas 10 millones de euros, este sería apenas el inicio de la investigación, fraude obtenido a través de varios contratos con la petrolera PDVSA. Los 600 millones de euros que blanquearon desde España proceden del beneficio de una línea de crédito de 1.200 millones de dólares contratada por la petrolera PDVSA con el grupo  Rantor Capital de Raúl Gorrín quien esta prófugo de la justica norteamericana y está siendo investigado por la juez española Tardón. Luego de la compra del hotel fue usado en mayo de 2016 como un bien hipotecario para un préstamo de seis millones de euros, esta operación fue bloqueada por la justica española y dos de sus tres gestores están de detenidos: Otros denunciados son los hijastros Nicolás Maduro: Walter, Yoswal y Yosser Gavidia Flores
La sociedad Columbus One Properties SL estaba gestionada por los cuatro socios
- Ralph Steinmannhttps
- Fernando Vuteff García (detenido en oct 2018 yerno de Antonio Ledezma)[167]
- Darío Ramiro Ale Iturralde (detenido en oct de 2018)[20]
- José Vicente Amparán Croquer (alias Chente)

## Denuncias contra Políticos

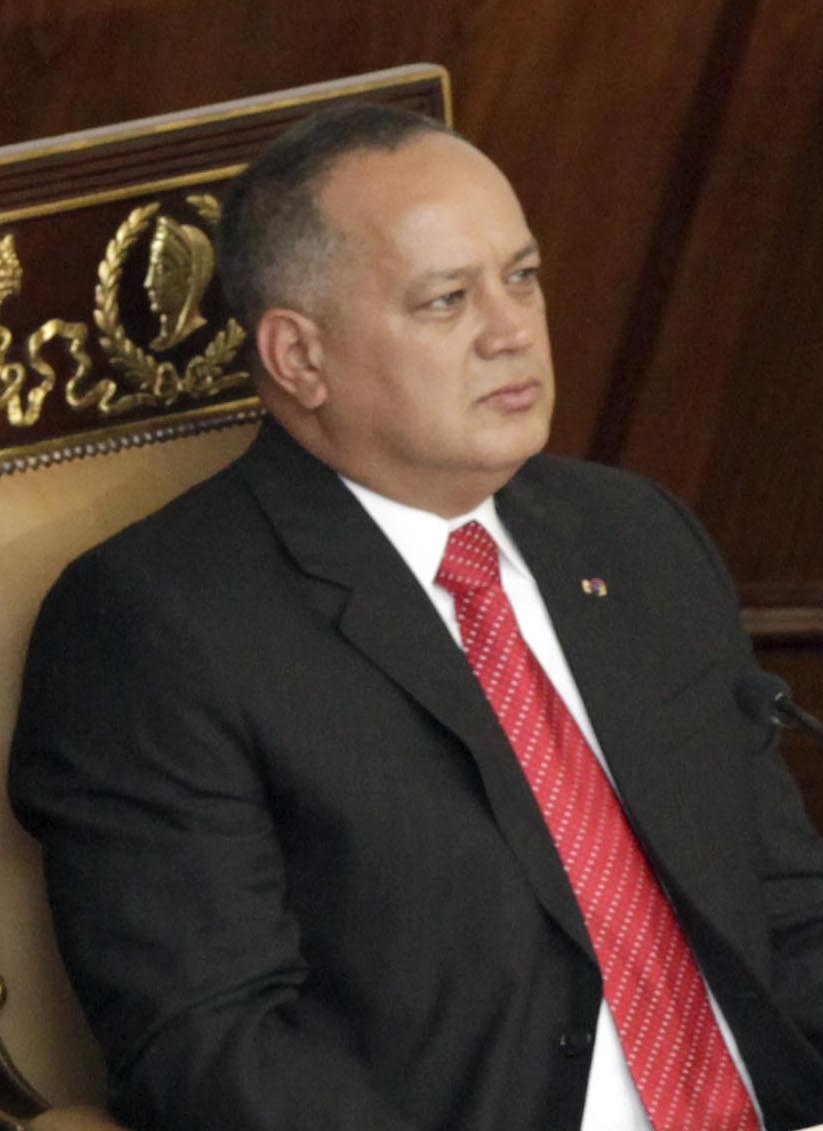
Diosdado Cabello en la Asamblea Nacional

Diversos políticos tanto del chavismo como de la oposición han sido acusados de corrupción, algunos de ellos han sido encarcelados. Entre las denuncias hacia figuras de la política venezolana destacan las que van hacia Diosdado Cabello, Mario Silva, María Gabriela Chávez, Manuel Rosales, Raúl Isaías Baduel, Leopoldo López, Richard Mardo, Luis Parra, Eudomario Carrullo, etc..

## Corpoelec
El 17 de abril de 2023 salieron a la luz más detalles sobre quienes actuaron como testaferros de Luis Motta Domínguez, se trata del Cnel Aquiles Rojas Patiño y Cnel Herrera Pino ligados al caso de saboteo eléctrico robo de material estratégico, informaron en calidad de imputados que actuaron como testigos presenciales. La negociación del pago de soborno se realizó a través del General de División, Eustiquio José Lugo Gómez, viceministro de Finanzas, Inversiones y Alianzas Estratégicas del MPPEE. Uno de los testimonios que sustenta la investigación dice que “Motta pecha a los empresarios a través de su “encargado” de compras, (el general Eustiquio Lugo Gómez) a quienes imponen doblar el precio de modo que puedan pagarle el 50 por ciento de anticipo de las operaciones”. La mayoría de pagos del soborno debían ser en efectivo o depositados en una cuenta N de Banesco en USA, confirmado por los dos militares imputados.

## Caso telefónica Movistar
En noviembre de 2024 la filial telefónica en Venezuela Movistar fue multada por el gobierno de Estados Unidos por 85.26 millones de dólares por sobornar a funcionarios del gobierno de Nicolás Maduro para tener acceso a dólares a un tipo de cambio preferencial durante el año 2014. Telefónica Venezolana cubrió el coste de los sobornos comprando equipos a los dos proveedores que reclutó ese año en Panamá a precios inflados. Al principio telefónica no identificó, recopiló, presentó y divulgó a tiempo ciertos registros e información importante, lo que afectó a los esfuerzos de investigación del Departamento, pero finalmente decidió cooperar. Telefónica acordó llenar los bolsillos de dos funcionarios venezolanos corruptos para obtener acceso a divisas estadounidenses, la empresa pagó una comisión de USD 28,9 millones, de los USD 115 millones que recibió en la subasta con una comisión del 25% para asegurarse el acceso a dólares a un tipo de cambio preferente. Telefónica aplicó sanciones despidiendo al CEO Pedro Cortez consejero delegado de la filial y aceptó el pago de la multa. La compañía estará sometida a una vigilancia o supervisión especial durante un periodo de tres años. Los dos altos funcionarios se gastaron junto a sus familias más de 1,1 millones de dólares en unas vacaciones en la paradisiaca isla caribeña de San Bartolomé sin revelar sus nombres, buena parte del dinero pasó por cuentas bancarias neoyorquinas lo que permitió la investigación.

## Importación de alimentos

### Comité Local de Abastecimiento y Producción
El sistema de los Comité Local de Abastecimiento y Producción (CLAP) nació bajo el Decreto Nro. 2.323 del 13 de mayo de 2016, las investigaciones a más de 23 empresas que se dedicaban a entregar productos de baja calidad traídas desde México a través de empresas que "triangulan la compra de alimentos sobrefacturados" registradas en Turquía, Hong Kong, Barbados y Panamá, para el programa de alimentos que involucra a diferentes personajes del gobierno venezolano. El gobierno mexicano sancionó a dichas empresas con 3 millones de dólares que serían entregadas a la ONU para la ayuda a los migrantes venezolanos.
El programa que inicio en 2016, se determinó primero que el gobierno autorizó un presupuesto de 340 millones de dólares en octubre de 2016 al gobernador del Táchira, José Gregorio Vielma Mora, para la importación de 10 millones de cajas CLAP ingresadas en enero de 2017 y luego con Postar Intertrade Limited (empresa registrada en Isla Barbados propiedad de Samark López y señalado por el Departamento del Tesoro estadounidense como testaferro del vicepresidente de Venezuela, Tareck El Aissami en 2017) a quien se le otorgó un primer contrato por casi 120 millones de dólares para colocar en puertos venezolanos tres millones de cajas CLAP para lo cual negocio con nueve empresas mexicanas para comprar 11 productos arroz, maíz blanco, lentejas, fréjol negro, atún en lata, salsa de tomate, pastas, aceite vegetal, leche en polvo y azúcar, la existencia para esa época de un control cambiario control cambiario con un dólar preferencial por una situación de emergencia hizo que gran parte de los productos sean revendidos a la población hasta seis veces su valor de compra, la ruta naviera usada en ese año era de puerto Veracruz al puerto La Guaira.
Otro benefactor fue Santiago Uzcátegui Pinto, que llegó a México, en mayo de 2017 y registró en mayo de ese año la empresa Group Grand Limited, S.A., en la Ciudad de México que involucra a personajes como Aléx Nain Saab Morán(director), Shadi Nain Saab (hijo), Andrés Eduardo León Rodríguez(administrador), Enmanuel Enrique Rubi González (administrador hijo del conocido empresario colombiano Álvaro Pulido), denunciados por la fiscal general de Venezuela, Luisa Ortega Díaz.
Mientras en México tres empresas con pésimos antecedentes de fraudes y estafas fueron las que se beneficiaron con los negocios de los alimentos: La Cosmopolitana y Productos Serel, El Sardinero y Rice&Beans, La sospecha de la mala calidad de los productos sobre el atún enlatado que llegaba con elevados niveles de soya que llevó un análisis de las diferentes marcas en octubre de 2018, al igual la leche mexicana en análisis hechos en laboratorios se determinó que contiene un pobre valor nutricional y es empacada en diferentes marcas por una empresa fastasmal llamada grupo Brandon que en 2018 se convirtió en el mayor proveedor del programa CLAP, quien está relacionado es el empresario colombiano Carlos Lizcano Manrique, relacionado con Álvaro Pulido y Alex Saab
Una nueva modalidad de traer alimentos desde México a Venezuela pagados en petróleo crudo venezolano en 2019, están siendo investigados por el FBI posiblemente violando las sanciones aplicadas por el Departamento del Tesoro de Estados Unidos.

### Contrabando de alimentos
Según investigaciones de AP, el ejército de Venezuela está involucrado en extensos casos de corrupción con la administración, la distribución y la venta de alimentos. Desde 2004, Hugo Chávez comenzó a dar el control de la gerencia de alimentos al ejército con el Ministerio de la Alimentación, la nacionalización y expropiación de granjas y empresas productoras de alimentos.
En 2016, Nicolás Maduro nombró al general Rodolfo Marco Torres, Ministro de Alimentación. El diputado opositor al gobierno Ismael García declaró que esa fue una forma del gobierno de premiar a los corruptos. Según ciertos empresarios extranjeros entrevistados por AP declararon que Rodolfo Marco Torres estaría a la cabeza de militares que exigen el pago de sobornos para la importación y transporte de alimentos. Además, los informes presupuestarios obtenidos por AP muestran permanentes sobrefacturaciones. La diputada regional opositora Neidy Rosal piensa que es "como narcotráfico a la luz del día". El general retirado Antonio Rivero considera que Maduro permite a los militares el control de alimentos para evitar que haya una insurrección. AP publicó que estaba intentado contactar numerosas veces a funcionarios del gobierno venezolano, para que tomen una posición en torno a las sobrefacturaciones y otras posibles evidencias de corrupción y que estos se han negado.

### Alex Saab y Álvaro Pulido
En julio de 2019 la Oficina de Control de Activos Extranjeros anunció que Alex Nain Sabb Morán, Álvaro Enrique Pulido Vargas y su hijo Emmanuel Enrique Rubio estaban incluidos en tres casos de corrupción que se expandieron por Colombia, Panamá, México, Estados Unidos, Turquía, Hong Kong y Emiratos Árabes Unidos, estos países fueron usados, para la trama de corrupción de la venta de alimentos del programa chavista de los Comité Local de Abastecimiento y Producción (CLAP), la venta de oro a Turquía, en el caso de la empresa Mulberry y la adjudicación para construir 25 mil viviendas.
Están incluidos en la investigación el exgobernador del Táchira, José Gregorio Vielma Mora y al entonces ministro de Alimentación y ahora gobernador de Aragua, Rodolfo Marco Torres, así como a los actuales ministros Tarek El Aissami y Simón Zerpa, también los tres hijos y un sobrino de Cilia Flores: Walter, Yosser y Yoswal y Carlos Erica Malpica Flores.
A solicitud del fiscal Michele Prestipio de la fiscalía de Roma el 25 de noviembre la Guardia de Finanza de Italiana incautó una cuenta corriente de € 1,8 millones euros a nombre de Luis Alberto Saab Moran (hermano de Alex) y un apartamento de lujo en el cuarto piso de la Via Condotti, una de las calles más elegantes de Roma valorado en € 4,8 millones, la investigación los condujo hasta una empresa en Dubái. Su propietario la italiana Camila Fabri; pareja del empresario colombiano Alex Nain Sabb de origen libanés, obtuvieron su patrimonio producto de lavado de dinero de sus negocios con el gobierno de Venezuela a través de los programas socialistas, primero con Cadivi, posteriormente con recursos de la Misión Vivienda. Alex Saab está incluido en la lista OFAC (Oficina de Control de Activos Extranjeros) del Departamento del Tesoro por contribuir en delitos económico-financieros vinculados a Nicolás Maduro. Actualmente se cree que la esposa se encuentra en Rusia, y Alex se mueve entre Venezuela Colombia y Rusia
El 16 de octubre de 2021 fue la extradición de Saab desde Cabo Verde hacia los Estados Unidos donde se le iniciara un proceso juidicial.
En abril de 2023 fue detenido el colombiano residenciado en Venezuela Álvaro Enrique Pulido Vargas, cuyo nombre real es Germán Rubio Salas por el caso Cripto-Pdvsa, por la policía bolivariana de Venezuela, las empresas : Delta, Novosi Solutions, Shamrium, Xiamen Logistics o Zervekas son unas de las 19 sociedades que controlaron Saab y Pulido a través de sus operadores en Caracas y Moscú para comercializar el petróleo de Pdvsa y cuyas facturas aún impagas suman por casi 1.500 millones de dólares, descritas en un informe privado con fecha del 11 de octubre de 2022 por el coronel (hoy detenido) Antonio Pérez Suárez.

### Importación de carne para PDVAL entre Wakil Naman y Carlos Osorio Zambrano
- 573 millones de dólares

Se están investigando los contratos de Wakil Naman como parte de una amplia red de corrupción venezolana, solicitado por la Unidad de Investigación de Seguridad Nacional que nació en Alepo, Siria, emigró a Venezuela (fue nacionalizado en 1986) y vivió en el distrito de Petare de Caracas, uno de los barrios marginales más grandes del mundo. Pasó de vender productos en las calles a una inmensa riqueza, durante el periodo que la escasez de alimentos en Venezuela comenzó a intensificarse, Naman Wakil, se hizo millonario, suministrando carne a los programas alimentarios del gobierno a través de una empresa clonada brasileña con sobreprecio. El día 20 de abril de 2016 fue convocado por la Asamblea Nacional el General Carlos Osorio para comparecer ante la sesión extraordinaria del 21 de abril para que informara sobre las causas de la escasez de productos de la cesta básica, la asignación de divisas para importación de alimentos, la materia prima para su elaboración, irregularidades en el sistema de distribución de la cadenas del gobierno Mercal y PDVAL, los casos de corrupción investigados en Abastos Bicentenario y la Corporación Venezolana de Alimentos, sin embargo, no asistió El diputado Carlos Berrizbeitia exhibió cuatro presuntas órdenes de compra de alimentos firmadas por Marco Torres por 160 millones de dólares a cuatro empresas, tres de las cuales serían «de maletín» (inexistentes) y estarían representadas por Jesús Tomás Marquina Parra y Néstor Enrique Marquina Parra, hermanos de la esposa de Osorio. El Diario Las Américas reportó que la familia de Osorio habría recibido unos 5 millones de dólares por el negocio de la importación de alimentos.
Osorio negó las acusaciones de corrupción en un tribunal civil venezolano, donde un juez dictaminó en 2017 que el informe de los legisladores lo había difamado. Wakil hizo una fortuna personal que alcanzó los 400 millones de dólares en septiembre de 2015, La fiscal muestra un intercambio de correos electrónicos ese mes entre uno de sus abogados y uno de los defensores de los banqueros, que se convirtieron en parte de la investigación de los ‘Panamá Papers’ luego de asegurar contratos estatales por valor de cientos de millones de dólares, que encontraron los investigadores. Eso incluye un acuerdo en junio de 2012 para suministrar al Ministerio de Alimentación de Venezuela 70 mil toneladas métricas de carne de res, pasta y aceite de cocina; pagó 5 mil 340 de dólares por tonelada de carne de res. Existe una relación entre los cuñados de Osorio, (Jesús y Néstor Marquina Parra) y Wakil Naman que lo relacionan. Carlos Osorio Ministro de alimentación  “fue cómplice de estafar al estado de hasta 573 millones de dólares a través de la corrupción en el programa alimentario de Venezuela”. En 2016 Wakil ordenó a sus banqueros de Compagnie Bancaire Helvetique (CBH) que hicieran ocho transferencias de sus cuentas a familiares de Osorio, un total, de 5.9 millones de dólares en una cuenta de la entidad bancaria controlada por los cuñados de Osorio, el jefe del programa alimentario. la investigación la continuó la exfiscal general Luisa Ortega en el exilio junto a sus fiscales exiliados.
En Miami, el día 3 de agosto de 2021 fue arrestado Naman Wakil en Coconut Grovede de 59 años por la Unidad de Investigación de Seguridad Nacional acusado por la corte federal de Miami por lavado de dinero producto de la corrupción y soborno luego que invirtiera sus ganancias que obtuvo ilícitamente en el mercado inmobiliario de Miami-Dade.

## Bolipuertos, corrupción en la compra de los ferris en 2013
Después de ser expropiada la empresa Conferry en 2011, se informó el 25 de enero de 2013 la llegada de tres ferris  por intermedio de la presidenta de Conferri Contralmirante Rosana González, que  confirmaba negociación de la naviera para la compra de nuevos barcos con garantía de un año y una vida útil de 35 años. fabricados en Grecia en el 2012 de la naviera griega Tsokos Lines. confirmada el 26 de abril del 2013 por Elsa Gutiérrez presidenta de Conferri.

### Herbert García Plaza, Mayor General
- 45.72 millones de euros.

El repentino cambio de gobierno por la muerte de Hugo Chávez, asumiendo Nicolás Maduro hizo un giro en los contratos con la compra a tres ferris españoles con doce años de antigüedad recién pintados y con una serie de siniestros por intermedio del ministro Herbert García Plaza, para ello se nombró una comisión que avaló la compra de los buques a ojos cerrados, sin embargo tenían desperfectos en el aire acondicionado, fugas de aceite y fallas de motor, se canceló una suma para arreglar cada uno de esos detalles en los tres barcos.  Se inició una investigación y determinaron un sobreprecio lo cual generó pérdida al patrimonio del Estado, delito en que cayeron los 13 de la comisión y el Mayor General García Plaza que fue solicitado ante la interpol por su ausencia en el país
Los trece implicados:
- Antonio González Martínez (Vicepresidente de Bolipuertos)
- Emiliano Sánchez (Técnico)
- Armando Larrazabal (Ingeniero naval)
- Gustavo Bustamante (Inspector naval)
- Wilfredo Urbáez (Inspector naval)
- Luis Ojeda (Capitán de Navío, jefe de la Comisión y asesor de Bolipuertos)
- José Vicente López
- Alberto Montilla (Abogado especialista en negocio marítimo)
- Luis Emiro Pagua (Inspector naval)
- Carlos Duarte Barrios
- Héctor Gómez Brito
- Víctor Sánchez Caraballo
- Luis Granados

Los buques involucrados fueron: El buque San Francisco de Asís fue comprado a la empresa Balearia Eurolíneas Marítimas S.A. por 15.771.882 euros construido en el año 2001 en Italia. El Virgen del Valle II se lo compraron a Europa Ferrys C.A. por un monto de 15.814.873,58 euros construido en Australia en el 2001. El Virgen de Coromoto lo negoció Bolipuertos a Larouzio Shipping Company Limited por la suma de 14.142.343 euros construido en Australia en el 2004, todos propiedad de empresas españolas.

## Fondo Chino

### producción de alimentos
- 84 millones de dólares

El 8 de julio de 2013 Nicolás Maduro anunció que había cinco detenidos por el desfalco al Fondo Chino. Estas personas habrían robado unos 84 millones de dólares destinados para la compra de bienes para la producción de alimentos en los años 2011 y 2012, desembolsado en dos operaciones autorizadas por María de los Ángeles González, que era vicepresidente de Finanzas del Banco de Desarrollo Económico y Social de Venezuela (Bandes), institución que maneja el fondo conjunto. El primer pago investigado fue hecho el 5 de junio de 2012 a favor de la sociedad Bismarck Consorcio Trading Corp, por 62,8 millones de dólares. El 25 de septiembre del mismo año hubo otra transferencia irregular a la compañía anónima Kelora, por 22 millones de dólares. Unos días después fueron detenidas varias personas más. También fueron imputados cuatro integrantes del Fondo Chino. El 7 de julio de 2014 se arrestó a Hugo Rigel Hersen Martín (quedando absuelto tras sentencia firme)  investigado por estafar 84 millones de dólares. El 19 de diciembre de 2014 fue detenido el venezolano de origen yugoslavo Dan Dojc Dojc en Costa Rica también relacionado con la estafa de 84 millones de dólares, quien integraba la directiva de la empresa Kelora S.A., con sede en Suiza, donde recibió de manera irregular $22 millones 91 mil 100. El dinero estaba destinado para la adquisición de maquinaria, equipos, camiones agrícolas y de construcción para la puesta en marcha del Plan Bienal de Producción de Alimentos 2011-2012.

### Ciudad de Progreso Alpha I (Ciuproca)
- 400 millones de dólares

En 2013, el exalcalde del municipio zuliano de San Francisco (2008-2017), Omar Prieto, en complicidad con el propietario de Avior, Roberto Añez y los banqueros David Brillembourg Capriles (Brilla Bank en Santa Lucía) y Juan Ramírez (Nodus Internacional Bank y extesorero del BOD) crearon un fideicomiso en Bancoex, para aprovechar recursos del Fondo Chino destinados a la construcción de una planta incineradora de desechos, por 400 millones de dólares que, al momento de ser liquidados, los dineros fueron desviados a diversas cuentas personales de Roberto Añez, Juan Ramírez y David Brillembourg, los involucrados en Venezuela, México, Panamá, Holanda, Portugal, Puerto Rico, Corea del Sur, Suiza, España y Aruba, según una demanda presentada de 31 páginas presentada por el agente del IRS, Warren Rogers del Departamento de Estado de los Estados Unidos, quien relata pormenorizadamente la manera como se hacían pagos y transferencias desde y hacia Venezuela.
El proyecto, impulsado por Prieto, preveía la construcción de la planta de desechos "Ciudad de Progreso Alpha I" (Ciuproca) en el municipio San Francisco, que nunca llegó a entregarse, por lo cual están siendo investigados la fiscalía 73 en Venezuela. El financiamiento fue a través de la iniciativa binacional del fondo chino creada por Hugo Chávez que buscaba fomentar obras de infraestructura en el país. El informe indica que el terreno donde se iba a realizar la obra «ni siquiera limpiaron el monte y continúa baldío».
En junio de 2023 fueron denunciados en una nueva trama, los hermanos Jorge y Roberto Añez, dueños de Avior Airlines, involucrados en una estafa de criptomonedas en asociación con Joselit Ramírez, ex-superintendente Nacional de Criptoactivos de Venezuela», según la SunaCrip les liquidó a los Añez millones de dólares en criptomonedas con un descuento del 50% que nunca fueron invertidos en la aerolínea.

## Corrupción en pequeña escala

### PDVSA Gas
Catherine María Esté Rodríguez directora de Articulación Institucional y Política de la Presidencia de Pdvsa-Gas Comunal fue detenida el 7 de febrero de 2021 por cobrar mil dólares  a compañías comercializadoras por el llenado de cada cisterna para distribuir en la zona de Mérida.

### Alcaldía de Barcelona
Un desfalco de 20 millones de dólares en el servicio autónomo de Administración tributaria fue el motivo de una disputa entre la alcaldesa y los concejales del Municipio en Barcelona en agosto de 2021, la Vicepresidenta de la República por lo tanto solicitó el retiro voluntario de la alcaldesa sin una investigación por parte de la Fiscalía acerca del desfalco.

## Nepotismo
Las acusaciones de nepotismo han sido numerosas. Contra la familia Chávez se han producido numerosas acusaciones, pero las mismas han sido rechazadas. No solo han ocupado cargos elegibles varios parientes cercanos de Chávez, sino que estos u otros familiares han sido nombrados por el poder ejecutivo para ocupar puestos públicos.
El presidente Maduro y su esposa, Cilia Flores, han sido objeto de acusaciones por nepotismo. Se ha criticado, por ejemplo, que el hijo de Maduro de su primer matrimonio dirija el Cuerpo de Inspectores Especiales de la Presidencia y la Escuela Nacional de Cine aunque no tuvo ningún currículo para ello y que un sobrino de Cilia Flores, Carlos Erick Malpica, es ahora tesorero nacional y vicepresidente de Finanzas de PDVSA.
Diosdado Cabello, anterior presidente de la Asamblea Nacional, ha sido también acusado de nepotista. Su hermano, José David, es ministro de Industrias, así como superintendente nacional tributario. Su esposa, Marleny Contreras, anterior ministra de turismo.

## Redes de narcotráfico, los Narcosobrinos
El anterior ministro de la Defensa y actual gobernador del estado de Trujillo, Henry Rangel Silva y el general Clíver Alcalá Cordones también han sido acusados de estar involucrados en el narcotráfico. Un sobrino de la esposa Nicolás Maduro y un ahijado fueron detenidos por la DEA y condenados en los Estados Unidos por narcotráfico. El caso ha sido conocido como el escándalo de los Narcosobrinos.

## Corrupción policial
Según algunas fuentes, las fuerzas policiales en Venezuela están particularmente afectadas por la corrupción. Muchas víctimas temen informar a la policía porque numerosos agentes están involucrados en actividades criminales. Human Rights Watch considera que la policía comete uno de cada cinco delitos y que agentes policiales han sido responsables por la muerte de miles de personas sin ser castigadas (solo un 3% de los agentes han recibido sentencias por cargos puestos contra ellos).

## Índices de corrupción
Según el Índice de Percepción de Corrupción de Transparencia Internacional, a finales de 2013 Venezuela se ubicaba en el puesto 160 de los 177 países evaluados. En el continente americano, solo Haití aparece como un país más corrupto en dicho índice.

## Organismos de vigilancia
La Contraloría General de Venezuela es un organismo encargado, según la constitución de Venezuela, de velar por los bienes públicos. Desde el deceso del contralor Clodosbaldo Russián en 2011 Adelina González es la encargada del organismo. En 2014 están previstas nuevas elecciones. El Ministerio Público de Venezuela contribuye a establecer los criterios de la política criminal o persecución penal dentro del Estado. Para 2014 es dirigido por Luisa Ortega Díaz. La oposición ha pedido en numerosas oportunidades que renuncie la dirección de la Contraloría y de la Fiscalía.

## Factores que contribuyen a la corrupción
Investigadores[¿cuál?] consideran que la corrupción se propicia en ambientes donde existe un monopolio del poder y discrecionalidad y donde fallan los mecanismos formales de rendición de cuentas. Según Mercedes Freitas, de Transparencia Venezuela, el Estado venezolano tiene un papel mucho mayor que en otros países latinoamericanos, hay menos transparencia relacionada con el uso que hace del dinero y está menos sujeto al escrutinio. Otro de los problemas es la altísima impunidad en Venezuela. En 2009, la presidenta del Tribunal Supremo de Justicia de Venezuela declaró que la separación de poderes debilita al Estado. Esta posición ha sido criticada por organizaciones no gubernamentales.